# Европейские каникулы
«Европе́йские кани́кулы» (англ. National Lampoon’s European Vacation) — американская приключенческая комедия 1985 года Эми Хекерлинг. Продолжение фильма «Каникулы» (1983).

## Сюжет
Гризволды побеждают в телевизионном шоу и выигрывают путешествие по Европе. Первая остановка у них в Великобритании. В Лондоне семье приходится жить в дешёвом отеле, который оказывается совсем не таким как в буклете. Для передвижения по городу Кларк арендует автомобиль, но не может освоиться с левосторонним движением. Он попадает во множество ДТП, сбивает велосипедиста и в течение нескольких часов не может выехать с круговой развязки у Ламбетского моста. Однако в целом, вежливые и учтивые лондонцы Гризволдам приходятся по душе. Покидая же Англию, Кларк случайно разрушает Стоунхендж.
В Париже семья пробует французскую кухню, посещает Эйфелеву башню, Лувр и вульгарное ночное шоу. У Фонтана невинных у них похищают видеокамеру. В Германии Гризволды собираются посетить дальних родственников Кларка, но путают адреса и гостят у чужих людей. В этом городке в это время проходит городской фестиваль и Кларк наряжается в народный немецкий костюм. Его даже вытаскивают на сцену станцевать народный танец, который заканчивается массовой дракой. Гризволдам удаётся спастись, запрыгнув в поезд до Рима.
Италия становится последним пунктом в этом двухнедельном путешествии. Гризволды здесь оказываются совсем без денег, так как все свои сумки они были вынуждены бросить в Германии. Семья идёт в контору, в которой меняют американские дорожные чеки на наличные деньги. Никаких чеков на руках у Гризволдов нет, они все остались в сумках в Германии, но у Кларка есть надежда, что им пойдут навстречу и поверят на слово, ведь они победители телевикторины. В это время на эту контору совершают нападение преступники. Бандиты похищают деньги, а заодно и менеджера, которого прячут в багажнике. За него в будущем они хотят получить выкуп. Когда приходят Гризволды, чтобы не вызвать у них никаких подозрений, преступники вынуждены выдать им наличные деньги и, поскольку те просят ещё и автомобиль в аренду, свою машину. Довольная семья отправляется в магазин, наряжаться по итальянской моде.
На следующий день, гуляя по Риму, Эллен обнаруживает на заборе афишу некоего фильма со своей фотографией, на которой она изображена будучи в душе. В Париже у них украли видеокамеру, в которой была кассета, на которой помимо прочего было интимное видео с ней, сделанное Кларком. Теперь Эллен очень зла на мужа, так как тот обещал, что сотрёт его. Расстроенная Эллен возвращается в гостиницу. В это время за ней увязываются преступники, которым нужна назад их машина, в багажнике которой лежит связанный человек. В конце концов, Эллен похищают, но Кларку удаётся её спасти. Гризволды возвращаются домой.

## В ролях
- Чеви Чейз — Кларк Гризволд
- Беверли Д’Анджело — Эллен Гризволд
- Дэйна Хилл — Одри Гризволд
- Джейсон Лайвли — Расти Гризволд
- Джон Эстин — Кент Уинкдейл, ведущий телевикторины
- Мэл Смит — менеджер в лондонском отеле
- Робби Колтрейн — мужчина в ванной
- Уильям Забка — Джек
- Эрик Айдл — велосипедист
- Виктор Лану — вор
- Мун Заппа — калифорнийская подруга Расти

## Производство
В качестве одного из сценаристов фильма значится Джон Хьюз. По его словам ему всегда везло держаться подальше от плохих фильмов и этот фильм он не делал, а работал тогда над «Клубом „Завтрак“». В титрах же он был указан, поскольку является автором этих персонажей.

## Саундтрек
В этот раз музыка для фильма была написана композитором Чарльзом Фоксом. Главной темой фильма осталась песня «Holiday Road» Линдси Бакингема.
Трек-лист:
1. Lindsey Buckingham — «Holiday Road»
2. Power Station — «Some Like It Hot»
3. The Jam — «Town Called Malice»
4. Alexander Robotnick — «Problèmes d’amour»
5. Plastic Bertrand — «Ça plane pour moi»
6. Danny Gould — «Pig In a Poke»
7. Danger Zone — «Baby It’s You, Yes I Am»
8. Dr. John — «New Looks»
9. Network — «Back in America»

## Критика
Продолжение было принято хуже, чем первый фильм. На сайте Rotten Tomatoes рейтинг свежести фильма 34 % на основе 29 рецензий. На сайте Metacritic у фильма 47 баллов из 100 на основе 10 отзывов.
Джанет Маслин из The New York Times положительно отозвалась о фильме, заявив: «Хотя это во многом переработанная версия, в нем удается развить юмор первого фильма». Она добавила: «Визуальный юмор фильма возникает из-за простой обстановки с забавными шляпами, футболками и банками из-под газировки, которыми Гризволды объявляют о своем присутствии». Журнал Variety дал фильму негативную рецензию, пояснив: «Режиссер Эми Хекерлинг увлекается физическим юмором, из-за этого американские туристы становятся утомительными и предсказуемыми. Структурно фильм разворачивается как серия туристических брошюр».